# Hyperolius sylvaticus
Hyperolius sylvaticus és una espècie de granota de la família dels hiperòlids que viu al Camerun, Costa d'Ivori, Ghana, Nigèria i, possiblement també, a Libèria.
Està amenaçada d'extinció per la pèrdua del seu hàbitat natural.